# Всяке тіло — трава
«Всяке тіло — трава» (англ. All Flesh is Grass) — науково-фантастичний роман Кліффорда Сімака. Один з найбільш популярних творів автора.

## Анотація
Події роману розгортаються у невеличкому містечку Мілвіль, штат Вісконсин. Місто раптово оточує таємничий бар’єр. Звідки він узявся? Чому крізь нього не може пройти людина, але здатне проїхати порожнє авто? Чи усі живі організми утримує ця перешкода? З якою метою позаземний інтелект хоче потрапити на нашу Землю? Чи можна довіряти Квітам, які прагнуть миру та гармонії й готові до співпраці? Знайти відповіді на усі ці запитання намагаються спершу Бред Картер та інші жителі містечка, яке потрапило у пастку, а згодом й усе людство. Та чи під силу це їм? Чи вдасться людям уперше в своїй історії встановити зв’язок із позаземними формами життя?

## Сюжет
Головний герой роману — Бредшоу Картер, розорений страховий агент, який живе в містечку під назвою Мілвілл. Місто стало центром уваги всього світу, коли опинилось оточеним невидимим бар'єром, шлях через який був перегороджений лише людям. Виною всьому виявилися розумні квіти бузкового кольору. Саме батько Бредшоу колись знайшов ці квіти і розсадив їх по Мілвіллі. Але, виявилося, що ці квіти були прибульцями з іншого світу, який знаходиться на Землі, але тільки в сусідньому часовому вимірі. Вони зконтактували з Картером через один з бездротових телефонів, які виготовлялись земляком Картера Геральдом Шервудом і поширювали серед людей, яких квіти вибрали своїми помічниками. Квіти помітили здатність мозку Шервуда несвідомо отримувати їхню інформацію і використали це для виготовлення на його підприємстві потрібних їм приладів. Квіти говорили по телефону зі своїми помічниками контролюючи мозок мільвільського божевільного Таппера, якого перенесли в попередній часовий вимір, де Земля була не заселена. Картер також потрапляє в цей світ, населений квітами. Квіти розповідають йому, що вони задумувались своїми творцями як гігантська інформаційна система, а потім набули свідомість. Їхній расі більше мільярда років і вони поширюються по послідовних часових вимірах співпрацюючи з розумними видами цих вимірів. Він також дізнається, що квіти можуть приймати вигляд будь-якої земної рослини. По ходу сюжету доходить до того, що на Мілвілл збираються скинути водневу бомбу. Бредшоу Картер знаходить нетривіальний вихід із ситуації, в чому йому допомагає місцевий п'яниця Стіффі Грант. 

## Переклад українською мовою
Наприкінці грудня 2016 року тернопільське видавництво НК-Богдан анонсувало переклад книг Сімака, зокрема і «Всяке тіло – трава». Книга найдійшла в продаж у вересні 2017 року в двох варіантах серії «Горизонти фантастики»:
- Кліффорд Сімак. Всяке тіло — трава. - Тернопіль: Навчальна книга - Богдан\Переклад О. Безкаптурної — 2017. - 304с. :іл. - (Серія «Горизонти фантастики») ISBN 978-966-10-5149-1
- Кліффорд Сімак. Всяке тіло — трава. - Тернопіль: Навчальна книга - Богдан\Переклад О. Безкаптурної — 2017. - 304с. :іл. - (Серія «Горизонти фантастики», диван) ISBN 978-966-10-5150-7

## Цікаві факти
- Мілвіль — це назва реального міста в штаті Вісконсин, в якому народився і виріс Кліффорд Сімак.